# Лігай Тауншип (округ Вейн, Пенсільванія)
Лігай Тауншип (англ. Lehigh Township) — селище (англ. township) в США, в окрузі Вейн штату Пенсільванія. Населення — 1876 осіб (2020).

## Демографія
Згідно з переписом 2010 року, у селищі мешкала 1881 особа в 775 домогосподарствах у складі 529 родин. Було 1652 помешкання
Расовий склад населення:
| - 94,3 % — білих - 2,2 % — чорних або афроамериканців - 1,0 % — азіатів - 0,1 % — вихідців з тихоокеанських островів - 0,1 % — корінних американців - 1,0 % — осіб інших рас |

До двох чи більше рас належало 1,4 %. Частка іспаномовних становила 4,0 % від усіх жителів.
За віковим діапазоном населення розподілялося таким чином: 19,1 % — особи молодші 18 років, 64,6 % — особи у віці 18—64 років, 16,3 % — особи у віці 65 років та старші. Медіана віку мешканця становила 47,2 року. На 100 осіб жіночої статі у селищі припадало 101,8 чоловіків;  на 100 жінок у віці від 18 років та старших — 105,5 чоловіків також старших 18 років.
Середній дохід на одне домашнє господарство  становив 64 075 доларів США (медіана — 51 364), а середній дохід на одну сім'ю — 66 233 долари (медіана — 58 625). Медіана доходів становила 53 607 доларів для чоловіків та 34 517 доларів для жінок. За межею бідності перебувало 11,6 % осіб, у тому числі 27,6 % дітей у віці до 18 років та 7,6 % осіб у віці 65 років та старших.
Цивільне працевлаштоване населення становило 650 осіб. Основні галузі зайнятості: публічна адміністрація — 16,0 %, освіта, охорона здоров'я та соціальна допомога — 15,5 %, фінанси, страхування та нерухомість — 13,4 %.